# Alapinova hra
Alapinova hra nebo též Alapinovo zahájení (ECO C20) je šachové zahájení otevřených her. Charakterizují ho tahy
1.e4 e5 2.Je2
Cílem tohoto zahájení je podpořit jezdcem z e2 pozdější postup f pěšce. Takové rychlé otevření ale nejde dohromady s uzavření střelce f1, bílý jezdec tak táhne 2x, čímž ztratí tempo. Černý proto nemá žádné potíže a může okamžitě vyrovnat hru. Z toho důvodu je zahájení považováno jen za málo perspektivní a na mistrovské úrovni se nevyskytuje.
Autorem hry je ruský mistr Semjon Zinovjevič Alapin.

## Varianty
1. e4 e5 2. Je2
- 2... Jc6
  - 3. Jbc3 Sc5 (3... Jf6 - 2... Jf6) 4. Ja4 Se7 5. d4 d6 hra je vyrovnaná
  - 3. d4 exd4 4. Jxd4 přechází do Skotské hry
- 2... Jf6
  - 3. Jbc3
    - 3... Jc6 4. f4 (4. g3 přechází do Vídeňské hry ; 4. d4 exd4 5. Jxd4 přechází do Hry čtyř jezdců) 4... d5 5. fxe5 Jxe4 6. d4 s nejasnou hrou
    - 3... Sc5! 4. d4 exd4 4. Jxd4 0-0 s lepší hrou černého

  - 3. f4
    - 3... Jxe4 4. d3 Jc5 5. fxe5 d5 s vyrovnanou hrou
    - 3... exf4 4. Jxf4 d5! 5. Jxd5 Jxd5 6. exd5 Dxd5 7. Jc3 De5+ 8. De2 hra je zcela vyrovnaná